# رودريك واتسون
رودريك واتسون (بالإنجليزية: Roderick Watson)‏ هو شاعر بريطاني، ولد في 1943.